# European Open
European Open je profesionální tenisový turnaj mužů konaný v belgických Antverpách, hlavním městě stejnojmenné provincie. Založen byl roku 2016 v rámci okruhu ATP Tour, kde patří do kategorie ATP Tour 250.

## Historie
European Open se na okruhu ATP Tour od sezóny 2016 řadí do kategorie ATP Tour 250. Probíhá v říjnovém termínu, jako poslední událost dané kategorie v roce, na krytých dvorcích s tvrdým povrchem GreenSet. Dějištěm se stala Lotto Arena v antverpské čtvrti Merksem.
Turnaj byl založen v roce 2016, když v kalendáři ATP Tour nahradil valencijskou událost Valencia Open a stal se novou akvizicí skupiny Tennium. Její zakladatel a výkonný ředitel, ghentský podnikatel Kristoff Puelinckx, odkoupil práva na pořádání turnaje z Valencie. Pro organizaci antverského turnaje najal agenturu VAAV Communication, jejíž šéf Andy Hancock se stal ředitelem podzimní tenisové události. Do soutěže dvouhry nastupuje dvacet osm hráčů a čtyřhry se účastní šestnáct párů.
První mužský exhibiční turnaj v Antverpách probíhal na koberci od roku 1982. O deset let později, v sezóně 1992, se změnil na profesionální událost okruhu ATP Tour. Výměna koberce za tvrdý povrch následovala v roce 1997. Poslední ročník pod názvem European Community Championships proběhl v sezóně 1998 a jeho vítězem se stal Brit Greg Rusedski.

## Přehled finále

### Dvouhra
| Rok  | vítěz                 | finalista         | výsledek                |
| ---- | --------------------- | ----------------- | ----------------------- |
| 2016 | Richard Gasquet       | Diego Schwartzman | 7–6(7–4), 6–1           |
| 2017 | Jo-Wilfried Tsonga    | Diego Schwartzman | 6–3, 7–5                |
| 2018 | Kyle Edmund           | Gaël Monfils      | 3–6, 7–6(7–2), 7–6(7–4) |
| 2019 | Andy Murray           | Stan Wawrinka     | 3–6, 6–4, 6–4           |
| 2020 | Ugo Humbert           | Alex de Minaur    | 6–1, 7–6(7–4)           |
| 2021 | Jannik Sinner         | Diego Schwartzman | 6–2, 6–2                |
| 2022 | Félix Auger-Aliassime | Sebastian Korda   | 6−3, 6−4                |
| 2023 | Alexandr Bublik       | Arthur Fils       | 6−4, 6−4                |
| 2024 | Roberto Bautista Agut | Jiří Lehečka      | 7–5, 6–1                |

### Čtyřhra
| Rok  | vítězové                                  | finalisté                           | výsledek              |
| ---- | ----------------------------------------- | ----------------------------------- | --------------------- |
| 2016 | Daniel Nestor Édouard Roger-Vasselin      | Pierre-Hugues Herbert Nicolas Mahut | 6–4, 6–4              |
| 2017 | Scott Lipsky Divij Šaran                  | Santiago González Julio Peralta     | 6–4, 2–6, [10–5]      |
| 2018 | Nicolas Mahut Édouard Roger-Vasselin      | Marcelo Demoliner Santiago González | 6–4, 7–5              |
| 2019 | Kevin Krawietz Andreas Mies               | Rajeev Ram Joe Salisbury            | 7–6(7–1), 6–3         |
| 2020 | John Peers Michael Venus                  | Rohan Bopanna Matwé Middelkoop      | 6–3, 6–4              |
| 2021 | Nicolas Mahut Fabrice Martin              | Wesley Koolhof Jean-Julien Rojer    | 6–0, 6–1              |
| 2022 | Tallon Griekspoor Botic van de Zandschulp | Rohan Bopanna Matwé Middelkoop      | 3–6, 6–3, [10–5]      |
| 2023 | Petros Tsitsipas Stefanos Tsitsipas       | Ariel Behar Adam Pavlásek           | 6–7(5–7), 6–4, [10–8] |
| 2024 | Alexander Erler Lucas Miedler             | Robert Galloway Oleksandr Nedověsov | 6–4, 1–6, [10–8]      |